# 고후카쿠사 천황
고후카쿠사 천황(일본어: 後深草天皇, 1243년 6월 28일 ~ 1304년 8월 17일)은 제89대 일본 천황이다. 1246년부터 1260년까지 재위했다. 고사가 천황의 차남 으로, 휘(諱)는 히사히토(久仁)이다. 호칭의 유래는 54대 천황 닌묘 천황(仁明天皇)의 별칭인 후카쿠사노미카도(深草帝)에서 유래하였다. 어머니는 태정대신 사이온지 사네우지의 딸 사이온지 기쓰시(西園寺きつ子)이다.

## 생애
간겐(寛元) 원년(1243년) 6월에 외할아버지 태정대신(太政大臣) 사네우지(実氏)의 이마테가와 저택(今出川邸第)에서 태어났고, 태어난지 두 달만에 태자로 세워졌다. 4년(1246년) 정월 고사가 천황의 양위로 세는 나이 4세(만2세)에 왕위를 물려 받아 즉위하였다. 재위중 고사가 상황이 인세이를 행하여 직접 정무를 보는 일은 없었고, 재위 기간 내내 권력은 상황인 아버지 고사가 천황에게 있었다. 
쇼겐(正元) 원년(1259년)에 학병(瘧病)을 앓아 11월에 고사가 천황의 요청으로 17세의 동생 가메야마 천황(亀山天皇)에게 양위하였다. 
분에이 5년(1268년) 고사가인의 지시로 고후카쿠사 천황의 아들 히로히토(熈仁, 훗날의 후시미 천황)이 아닌 요히토 친왕(世仁親王, 훗날의 고우다 천황)이 태자로 세워졌다. 이때부터 고후카쿠사 천황의 혈통(지묘인 왕통)과 가에먀아 천황의 혈통(다이카쿠지 왕통) 간의 대립이 시작되었다. 9년(1272년) 고사가 천황이 치천의 군 지위와 왕위 결정권에 대한 것을 전적으로 가마쿠라 막부에 위임하는 형태로 승하하였다. 
막부는 고후카쿠사 상황, 가메야마 천황 형제 어느 쪽을 결정하지 못하고 두 사람의 모후인 오미야노인(大宮院)에게 자문을 구했고, 오미야노인은 고사가인의 본의는 가메야마 천황의 친정에 있었다고 답하여, 2년 뒤인 분에이 11년(1274년) 1월에 가메야마 천황은 아들 요히토 친황에게 양위하고 상황으로 물러나 자신이 치천의 군으로서 인세이를 시작하였다. 이에 고후카쿠사 상황은 불만을 품고 이듬해인 겐지 원년(1275년) 태상천황의 존호를 사퇴하고 출가할 뜻을 밝혔다. 
당시의 간토 신차(関東申次)로 고후카쿠사 상황을 지지하던 사이온지 사네카네(西園寺実兼)는 당시의 싯켄(執権) 호조 도키무네(北条時宗)와 협상, 절충 끝에 고후카쿠사 상황의 아들인 히로히토 친왕을 그 해를 넘기기 전에 태자로 세우는데 성공하였고, 결국 고안 3년(1280년) 무렵부터 고후카쿠사 상황측에 의한 고우다 천황 퇴위와 황태자 양위 움직임이 강해져서, 드디어 10년(1287년) 10월 고우다 천황이 자신의 아들이 아닌 히로히토 친왕에게 양위했다. 고후카쿠사 천황은 히로히토 친왕의 즉위와 함께 인세이를 시작하였다. 또한 쇼오(正応) 2년(1289년) 10월에 여섯째 아들 히사아키 친왕(久明親王)을 가마쿠라 막부의 8대 쇼군으로 내려 보냈다. 이렇게 해서 그뒤 한동안 지묘인 왕통에 유리한 체제가 이어졌다. 
고후카쿠사 천황은 쇼오 3년(1290년) 출가해 승려가 되어 법휘를 소시쓰(素実)라 하였다. 공식적인 인세이는 그만두었지만 그 후로도 정치에 관여하여 지묘인 왕통을 중심으로 그 번영에 힘썼다. 
가겐(嘉元) 2년(1304년)에 레이제이 도미코지도노(冷泉富小路殿)에서 승하하였다. 향년 62세였다. 
한편 고후카쿠사 천황은 어려서 센요몬인(宣陽門院)의 유자(猶子)가 되어 겐초(建長) 3년(1251년)에 그 소유 영지인 장강당령(長講堂領)을 양도받았다. 당초에 이들 장원도 인세이를 펴고 있던 아버지 고사가인의 관할 아래 있었지만, 분에이 4년(1267년) 고사가인이 출가하기에 앞서서 장강당령 일체의 권리를 고후카쿠사인에게 양도하였었다. 이후 고후카쿠사인의 자손인 지묘인 왕통의 천황들이 이를 물려 받았으며, 지묘인 왕통의 주요한 경제적 기반이 되었다.

## 가계도
- 중궁 : 히가시니죠인(東二条院) 사이온지 킨코(키메시)(西園寺 公子) (1232-1304) - 사이온지 사네우지의 딸이자 고사가 천황의 양녀
  - 제2황녀 : 타카코(키시) 내친왕(貴子 内親王) (1262-1273)
  - 제3황녀 : 유기몬인(遊義門院) 레이시 내친왕(姈子 内親王) (1270-1307)
- 비(妃) : 겐키몬인(玄輝門院) 토우인 인시(洞院愔子) (1246-1329) - 토우인 사네오(洞院 実雄)의 딸
  - 제2황자 : 히로히토 친왕(熈仁 親王) - 후시미 천황
  - 제3황자 : 세이린 법친왕(性仁 法親王) (1267-1304)
  - 제4황녀 : 에이요몬인(永陽門院) 히타시코(쿄시) 내친왕(久子内親王) (1272-1346)
- 비(妃) : 준삼후(准三后) 사이온지 아이코(소우시)(西園寺 相子) - 사이온지 긴스케(西園寺公相)의 딸
  - 제5황녀 : 요토쿠몬인(陽徳門院) 에이코(에이시)(瑛子 内親王) (1288-1352)
- 궁인 : 사이온지 나루코(세이시)(西園寺 成子) - 사이온지 긴쓰네(西園寺 公經)의 딸
  - 제1황자 : 시레히토 친왕(幸仁親王) (1262-1265)
- 궁인 : 산죠 후사코(보우시)(三条房子) - 산죠 긴타시(三条 公親)의 딸
  - 제5황자 : 쿄카쿠 법친왕(行覚 法親王) (1274-1293)
  - 제6황자 : 히사아키 친왕(久明 親王) (1276-1328) - 가마쿠라의 8대 쇼군
  - 제9황자 : 조카쿠 법친왕(増覚 法親王)
  - 제6황녀 : 소젠몬인(章善 門院) 나가코(에이시) 내친왕(永子内親王) (?-1338)
- 궁인 : 미요시 타다코(츄시)(三善忠子) 또는 미요시 하카코(코시)(三善 衡子) - 미요시 이에하카(三善 康衡)의 딸
  - 제6황자 : 신세이 법친왕(深性法親王) (1275-1299)
- 궁인 : 베토텐지(別當典侍) 다카쿠라씨(高倉) - 다카쿠라 토요마사(高倉 茂通)의 딸
  - 제8황자 : 코죠 법친왕(恒助 法親王) (1288-1310)
- 뇨바(女房) : 고후카쿠사인(後深草院) 니죠씨(二条氏)
  - 황자 : 요절

## 같이 보기
- 일본 천황
- 아키시노노미야 히사히토 친왕